# Alexander Smith
Alexander Smith (Kilmarnock, 1830 – Wardie, 1867) è stato un poeta scozzese.
Fu in un primo tempo disegnatore di merletti, ma, abbandonata presto questa attività, divenne segretario dell'Università di Edimburgo nel 1854. Tra le sue migliori opere si possono citare A life drama (1853), City Poems (1857) ed Edwin of Deira (1861).
Assieme al poeta Philip James Bailey, fondò la "scuola spasmodica", la cui estetica, basata su idee romantiche di associazione e intuizione, si opponeva al controllo della forma letteraria su regole rigide.